# Pływanie na Mistrzostwach Świata w Pływaniu 2025
Zawody w pływaniu na 22. Mistrzostwach Świata w Pływaniu odbywały się w dniach 27 lipca–3 sierpnia 2025 w World Aquatics Championships Arena w Singapurze. Łącznie zostały rozegrane 42 konkurencje.

## Medaliści

### Mężczyźni
| Konkurencja                                | Złoto | Złoto     | Srebro | Srebro      | Brąz | Brąz     |
| Konkurencja                                | Zawodnik | Czas      | Zawodnik | Czas        | Zawodnik | Czas     |
| Styl dowolny                               | |           | |             | |          |
| 50 metrów (szczegóły)                      | Cameron McEvoy · Australia | 21,14     | Benjamin Proud · Wielka Brytania | 21,26       | Jack Alexy · Stany Zjednoczone | 21,46    |
| 100 metrów (szczegóły)                     | David Popovici · Rumunia | 46,51 ,   | Jack Alexy · Stany Zjednoczone | 46,92       | Kyle Chalmers · Australia | 47,17    |
| 200 metrów (szczegóły)                     | David Popovici · Rumunia | 1:43,53   | Luke Hobson · Stany Zjednoczone | 1:43,84     | Tatsuya Murasa · Japonia | 1:44,54  |
| 400 metrów (szczegóły)                     | Lukas Märtens · Niemcy | 3:42,35   | Samuel Short · Australia | 3:42,37     | Kim Woo-min · Korea Południowa | 3:42,60  |
| 800 metrów (szczegóły)                     | Ahmed Jaouadi · Tunezja | 7:36,88   | Sven Schwarz · Niemcy | 7:39,96     | Lukas Märtens · Niemcy | 7:40,19  |
| 1500 metrów (szczegóły)                    | Ahmed Jaouadi · Tunezja | 14:34,41  | Sven Schwarz · Niemcy | 14:35,69    | Bobby Finke · Stany Zjednoczone | 14:36,60 |
| Styl grzbietowy                            | |           | |             | |          |
| 50 metrów (szczegóły)                      | Klimient Kolesnikow NIB | 23,68     | Pieter Coetze · Południowa AfrykaPawieł Samusenko · NIB                                                                                          | 24,17 24,17 | [ a ] | [ a ]    |
| 100 metrów (szczegóły)                     | Pieter Coetze · Południowa Afryka | 51,85     | Thomas Ceccon · Włochy | 51,90       | Yohann Ndoye-Brouard · Francja | 51,92    |
| 200 metrów (szczegóły)                     | Hubert Kós · Węgry | 1:53,19   | Pieter Coetze · Południowa Afryka | 1:53,26     | Yohann Ndoye-Brouard · Francja | 1:54,62  |
| Styl klasyczny                             | |           | |             | |          |
| 50 metrów (szczegóły)                      | Simone Cerasuolo · Włochy | 26,54     | Kiriłł Prigoda NIB | 26,62       | Qin Haiyang · Chiny | 26,67    |
| 100 metrów (szczegóły)                     | Qin Haiyang · Chiny | 58,23     | Nicolò Martinenghi · Włochy | 58,58       | Dienis Pietraszow · Kirgistan | 58,88    |
| 200 metrów (szczegóły)                     | Qin Haiyang · Chiny | 2:07,41   | Ippei Watanabe · Japonia | 2:07,70     | Caspar Corbeau · Holandia | 2:07,73  |
| Styl motylkowy                             | |           | |             | |          |
| 50 metrów (szczegóły)                      | Maxime Grousset · Francja | 22,48     | Noè Ponti · Szwajcaria | 22,51       | Thomas Ceccon · Włochy | 22,67    |
| 100 metrów (szczegóły)                     | Maxime Grousset · Francja | 49,62     | Noè Ponti · Szwajcaria | 49,83       | Ilja Kharun · Kanada | 50,07    |
| 200 metrów (szczegóły)                     | Luca Urlando · Stany Zjednoczone | 1:51,87   | Krzysztof Chmielewski · Polska | 1:52,64     | Harrison Turner · Australia | 1:54,17  |
| Styl zmienny                               | |           | |             | |          |
| 200 metrów (szczegóły)                     | Léon Marchand · Francja | 1:53,68   | Shaine Casas · Stany Zjednoczone | 1:54,30     | Hubert Kós · Węgry | 1:55,34  |
| 400 metrów (szczegóły)                     | Léon Marchand · Francja | 4:04,73   | Tomoyuki Matsushita · Japonia | 4:08,32     | Ilja Borodin NIB | 4:09,16  |
| Sztafety                                   | |           | |             | |          |
| 4 × 100 metrów stylem dowolnym (szczegóły) | Australia Flynn Southam (47,77) · Kai Taylor (47,04) · Maximillian Giuliani (47,03) · Kyle Chalmers (46,53)                                  | 3:08,97 , | Włochy Carlos D'Ambrosio (47,78) · Thomas Ceccon (47,10) · Lorenzo Zazzeri (47,36) · Manuel Frigo (47,34) · Leonardo Deplano                     | 3:09,58     | Stany Zjednoczone Jack Alexy (47,24) · Patrick Sammon (47,03) · Chris Guiliano (47,43) · Jonny Kulow (47,94) · Shaine Casas · Destin Lasco | 3:09,64  |
| 4 × 200 metrów stylem dowolnym (szczegóły) | Wielka Brytania Matthew Richards (1:45,37) · James Guy (1:45,00) · Jack McMillan (1:45,65) · Duncan Scott (1:43,82) · Evan Jones · Tom Dean  | 6:59,84   | Chiny Ji Xinjie (1:46,22) · Pan Zhanle (1:44,41) · Wang Shun (1:46,08) · Zhang Zhanshuo (1:44,20) · Fei Liwei                                    | 7:00,91     | Australia Flynn Southam (1:45,85) · Charlie Hawke (1:45,57) · Kai Taylor (1:44,64) · Maximillian Giuliani (1:44,92) · Edward Sommerville   | 7:00,98  |
| 4 × 100 metrów stylem zmiennym (szczegóły) | NIB Miron Lifincew (52,44) Kiriłł Prigoda (57,92) Andriej Minakow (50,17) Jegor Korniew (46,40) Klimient Kolesnikow Iwan Kożakin Iwan Giriew | 3:26,93 , | Francja Yohann Ndoye-Brouard (52,26) · Léon Marchand (58,44) · Maxime Grousset (49,27) · Yann Le Goff (47,99) · Jeremie Delbois · Clément Secchi | 3:27,96     | Stany Zjednoczone Tommy Janton (53,37) · Josh Matheny (59,00) · Dare Rose (50,30) · Jack Alexy (45,95) · Campbell McKean                   | 3:28,62  |

### Kobiety
| Konkurencja                                | Złoto | Złoto     | Srebro | Srebro   | Brąz | Brąz     |
| Konkurencja                                | Zawodniczka | Czas      | Zawodniczka | Czas     | Zawodniczka | Czas     |
| Styl dowolny                               | |           | |          | |          |
| 50 metrów (szczegóły)                      | Meg Harris · Australia | 24,02     | Wu Qingfeng · Chiny | 24,26    | Cheng Yujie · Chiny | 24,28    |
| 100 metrów (szczegóły)                     | Marrit Steenbergen · Holandia | 52,55     | Mollie O'Callaghan · Australia | 52,67    | Torri Huske · Stany Zjednoczone | 52,89    |
| 200 metrów (szczegóły)                     | Mollie O'Callaghan · Australia | 1:53,48   | Li Bingjie · Chiny | 1:54,52  | Claire Weinstein · Stany Zjednoczone | 1:54,67  |
| 400 metrów (szczegóły)                     | Summer McIntosh · Kanada | 3:56,26   | Li Bingjie · Chiny | 3:58,21  | Katie Ledecky · Stany Zjednoczone | 3:58,49  |
| 800 metrów (szczegóły)                     | Katie Ledecky · Stany Zjednoczone | 8:05,62   | Lani Pallister · Australia | 8:05,98  | Summer McIntosh · Kanada | 8:07,29  |
| 1500 metrów (szczegóły)                    | Katie Ledecky · Stany Zjednoczone | 15:26,44  | Simona Quadarella · Włochy | 15:31,79 | Lani Pallister · Australia | 15:41,18 |
| Styl grzbietowy                            | |           | |          | |          |
| 50 metrów (szczegóły)                      | Katharine Berkoff · Stany Zjednoczone | 27,08     | Regan Smith · Stany Zjednoczone | 27,25    | Wan Letian · Chiny | 27,30    |
| 100 metrów (szczegóły)                     | Kaylee McKeown · Australia | 57,16 ,   | Regan Smith · Stany Zjednoczone | 57,35    | Katharine Berkoff · Stany Zjednoczone | 58,15    |
| 200 metrów (szczegóły)                     | Kaylee McKeown · Australia | 2:03,33   | Regan Smith · Stany Zjednoczone | 2:04,29  | Claire Curzan · Stany Zjednoczone | 2:06,04  |
| Styl klasyczny                             | |           | |          | |          |
| 50 metrów (szczegóły)                      | Rūta Meilutytė · Litwa | 29,55     | Tang Qianting · Chiny | 30,03    | Benedetta Pilato · Włochy | 30,14    |
| 100 metrów (szczegóły)                     | Anna Elendt · Niemcy | 1:05,19   | Kate Douglass · Stany Zjednoczone | 1:05,27  | Tang Qianting · Chiny | 1:05,64  |
| 200 metrów (szczegóły)                     | Kate Douglass · Stany Zjednoczone | 2:18,50 , | Jewgienija Czikunowa NIB | 2:19,96  | Kaylene Corbett · Południowa AfrykaAlina Zmuszka · NIA                                                                                               | 2:23,52  |
| Styl motylkowy                             | |           | |          | |          |
| 50 metrów (szczegóły)                      | Gretchen Walsh · Stany Zjednoczone | 24,83     | Alexandria Perkins · Australia | 25,31    | Roos Vanotterdijk · Belgia | 25,43    |
| 100 metrów (szczegóły)                     | Gretchen Walsh · Stany Zjednoczone | 54,73     | Roos Vanotterdijk · Belgia | 55,84    | Alexandria Perkins · Australia | 56,33    |
| 200 metrów (szczegóły)                     | Summer McIntosh · Kanada | 2:01,99   | Regan Smith · Stany Zjednoczone | 2:04,99  | Elizabeth Dekkers · Australia | 2:06,12  |
| Styl zmienny                               | |           | |          | |          |
| 200 metrów (szczegóły)                     | Summer McIntosh · Kanada | 2:06,69   | Alex Walsh · Stany Zjednoczone | 2:08,58  | Mary-Sophie Harvey · Kanada | 2:09,15  |
| 400 metrów (szczegóły)                     | Summer McIntosh · Kanada | 4:25,78   | Jenna Forrester · Stany ZjednoczoneMio Narita · Japonia | 4:33,26  | [ a ] | [ a ]    |
| Sztafety                                   | |           | |          | |          |
| 4 × 100 metrów stylem dowolnym (szczegóły) | Australia Mollie O'Callaghan (52,79) · Meg Harris (51,87) · Milla Jansen (52,89) · Olivia Wunsch (53,05) · Abbey Webb · Hannah Casey                                              | 3:30,60   | Stany Zjednoczone Simone Manuel (53,09) · Kate Douglass (51,90) · Erin Gemmell (53,17) · Torri Huske (52,88) · Anna Moesch                                            | 3:31,04  | Holandia Milou van Wijk (53,27) · Tessa Giele (54,13) · Sam van Nunen (54,85) · Marrit Steenbergen (51,64) · Femke Spiering                          | 3:33,89  |
| 4 × 200 metrów stylem dowolnym (szczegóły) | Australia Lani Pallister (1:54,77) · Jamie Perkins (1:55,13) · Brittany Castelluzzo (1:56,01) · Mollie O'Callaghan (1:53,44) · Abbey Webb · Milla Jansen · Hannah Casey           | 7:39,35   | Stany Zjednoczone Claire Weinstein (1:54,83) · Anna Peplowski (1:54,75) · Erin Gemmell (1:56,72) · Katie Ledecky (1:53,71) · Simone Manuel · Anna Moesch · Bella Sims | 7:40,01  | Chiny Liu Yaxin (1:55,94) · Yang Peiqi (1:55,84) · Yu Yiting (1:56,37) · Li Bingjie (1:54,84) · Yu Zidi · Wu Qingfeng                                | 7:42,99  |
| 4 × 100 metrów stylem zmiennym (szczegóły) | Stany Zjednoczone · Regan Smith (57,57) · Kate Douglass (1:04,27) · Gretchen Walsh (54,98) · Torri Huske (52,52) · Katharine Berkoff · Lilly King · Claire Curzan · Simone Manuel | 3:49,34   | Australia Kaylee McKeown (57,69) · Ella Ramsay (1:06,49) · Alexandria Perkins (56,26) · Mollie O'Callaghan (52,23) · Sienna Toohey                                    | 3:52,67  | Chiny · Peng Xuwei (59,94) · Tang Qianting (1:05,48) · Zhang Yufei (56,32) · Cheng Yujie (53,03) · Wan Letian · Yang Chang · Yu Yiting · Wu Qingfeng | 3:54,77  |

### Konkurencje mieszane
| Konkurencja                                                  | Złoto | Złoto     | Srebro | Srebro  | Brąz | Brąz    |
| Konkurencja                                                  | Zawodnicy | Czas      | Zawodnicy | Czas    | Zawodnicy | Czas    |
| Sztafeta mieszana 4 × 100 metrów stylem dowolnym (szczegóły) | Stany Zjednoczone Jack Alexy (46,91) · Patrick Sammon (46,70) · Kate Douglass (52,43) · Torri Huske (52,44) · Chris Guiliano · Jonny Kulow · Simone Manuel | 3:18,48   | NIB Jegor Korniew (47,69) Iwan Giriew (47,08) Daria Trofimowa (52,42) Daria Klepikowa (52,49) Władysław Griniew Alina Gaifutdinowa Milana Stiepanowa | 3:19,68 | Francja Maxime Grousset (47,62) · Yann Le Goff (47,77) · Marie Wattel (52,74) · Béryl Gastaldello (53,22) · Rafael Fente-Damers · Albane Cachot | 3:21,35 |
| Sztafeta mieszana 4 × 100 metrów stylem zmiennym (szczegóły) | NIB Miron Lifincew (51,78) Kiriłł Prigoda (57,56) Daria Klepikowa (55,97) Daria Trofimowa (52,66) Danił Siemianinow Aleksandra Kuzniecowa                  | 3:37,97 , | Chiny Xu Jiayu (53,23) · Qin Haiyang (58,14) · Zhang Yufei (55,96) · Wu Qingfeng (52,66) · Dong Zhihao · Yu Yiting · Cheng Yujie                     | 3:39,99 | Kanada Kylie Masse (58,69) · Oliver Dawson (59,63) · Joshua Liendo (49,64) · Taylor Ruck (52,94) · Ingrid Wilm · Brooklyn Douthwright           | 3:40,90 |

## Klasyfikacja medalowa
*   Gospodarz ( Singapur)
| Miejsce | Reprezentacja                        | Złoto | Srebro | Brąz | Razem |
| ------- | ------------------------------------ | ----- | ------ | ---- | ----- |
| 1       | Stany Zjednoczone                    | 9     | 11     | 9    | 29    |
| 2       | Australia                            | 8     | 6      | 6    | 20    |
| 3       | Francja                              | 4     | 1      | 3    | 8     |
| 4       | Kanada                               | 4     | 0      | 4    | 8     |
| 5       | Niezależni sportowcy neutralni (NIB) | 3     | 4      | 1    | 8     |
| 6       | Chiny                                | 2     | 6      | 6    | 14    |
| 7       | Niemcy                               | 2     | 2      | 1    | 5     |
| 8       | Tunezja                              | 2     | 0      | 0    | 2     |
| 8       | Rumunia                              | 2     | 0      | 0    | 2     |
| 10      | Włochy                               | 1     | 4      | 2    | 7     |
| 11      | Południowa Afryka                    | 1     | 2      | 1    | 4     |
| 12      | Wielka Brytania                      | 1     | 1      | 0    | 2     |
| 13      | Holandia                             | 1     | 0      | 2    | 3     |
| 14      | Węgry                                | 1     | 0      | 1    | 2     |
| 15      | Litwa                                | 1     | 0      | 0    | 1     |
| 16      | Japonia                              | 0     | 3      | 1    | 4     |
| 17      | Szwajcaria                           | 0     | 2      | 0    | 2     |
| 18      | Belgia                               | 0     | 1      | 1    | 2     |
| 19      | Polska                               | 0     | 1      | 0    | 1     |
| 20      | Niezależni sportowcy neutralni (NIA) | 0     | 0      | 1    | 1     |
| 20      | Korea Południowa                     | 0     | 0      | 1    | 1     |
| 20      | Kirgistan                            | 0     | 0      | 1    | 1     |
| Razem   | Razem                                | 42    | 44     | 41   | 127   |